# Communauté de communes de la Sélune
La communauté de communes de la Sélune est une ancienne communauté de communes française, située dans le département de la Manche et la région Basse-Normandie intégrée à la communauté de communes du Mortainais le 1er janvier 2013.

## Composition
Elle était composée de onze communes (sept du canton du Teilleul et les quatre du canton de Barenton) :
- Barenton
- Buais
- Ferrières
- Ger
- Heussé
- Husson
- Saint-Cyr-du-Bailleul
- Sainte-Marie-du-Bois
- Saint-Georges-de-Rouelley
- Saint-Symphorien-des-Monts
- Le Teilleul

## Compétences
- Développement touristique
- Développement économique
- Affaires culturelles
- Transport scolaire
- Ordures ménagères
- Logements sociaux
- Électrification
- Assainissement non collectif

## Historique
Constitué de dix communes, le district de la Sélune est créé le 21 décembre 1989. La commune de Buais s'y joint en 1993. Le district est transformé en communauté de communes le 1er janvier 2000.
Le 1er janvier 2013, elle se regroupe avec les communautés de communes de Mortain et du canton de Sourdeval pour former la communauté de communes du Mortainais.

## Administration
| Période      | Période       | Identité       | Étiquette | Qualité                                                          |
| ------------ | ------------- | -------------- | --------- | ---------------------------------------------------------------- |
| janvier 1990 | mars 1997     | Jean Bizet     | RPR       | Maire du Teilleul, conseiller général, sénateur à partir de 1996 |
| mars 1997    | décembre 2012 | Hubert Guesdon | RPR/UMP   | Maire de Barenton, conseiller général                            |